# Кремина
Кремина (укр. Кремінна) градић је у Украјини, у Луганској области, дефакто под контролом Русије. Према процени из 2012. у граду је живело 20.486 становника.

## Становништво
Према процени, у граду је 2012. живело 20.486 становника.
| 1979.  | 1989.  | 2001.  | 2012.  |
| ------ | ------ | ------ | ------ |
| 25.525 | 27.686 | 24.447 | 20.486 |